# Hahnweilerhof
Der Hahnweilerhof ist ein Weiler, der zur Ortsgemeinde Börrstadt im Donnersbergkreis gehört.

## Geographische Lage
Der Hahnweilerhof liegt am Südhang des Donnersbergs in einer Waldrodung. Der Ort ist nur über einen schmalen Streifen mit Börrstadt verbunden, ansonsten grenzt er westlich an den Röderhof (zu Imsbach) und im Osten an Steinbach am Donnersberg.

## Geschichte
Die älteste Erwähnung der Siedlung Hahnweiler – als Heimwilre – enthält ein Güterverzeichnis des Rheingrafen Wolfram, das ungefähr auf das Jahr 1220 datiert. Wolfram erhebt darin Anspruch als Miterbe seiner Schwäger Werner III. von Bolanden und Philipp I. von Falkenstein auf Allodialgüter der Bolander Familie, darunter Hahnweiler. Zur Siedlung gehörte bereits damals eine Kirche, wie die Formulierung In „Heimwilre cum positione ecclesie“ belegt. Das Kloster Otterberg war im Ort begütert.
Rheingraf Wolfram hatte mit seinem Anspruch keinen Erfolg, Hahnweiler verblieb bei Bolanden und fiel im Zuge einer Erbteilung der bolandischen Familie an die Herren von Hohenfels. Nach der Zerstörung der Burg Hohenfels im Jahre 1355 verblieb ein Teil der Rechte an Hahnweiler (wohl der Allodialbesitz) bei den Herren von Hohenfels-Reipoltskirchen, einer Seitenlinie des Hohenfelser Geschlechts. Die meisten Rechte, so unter anderem der Kirchensatz, die Hohe Gerichtsbarkeit und verschiedene Abgaben, kamen mit den Resten der Herrschaft Hohenfels an die Grafschaft Sponheim. Nach mehreren Verpfändungen belehnte Sponheim 1482 die Grafschaft Falkenstein im Rahmen eines weiteren Pfandgeschäfts mit der Herrschaft Hohenfels und damit auch mit den Rechten in Hahnweiler. 1531 löste Pfalzgraf Johann I. (Pfalz-Simmern) als Graf von Sponheim die Pfandschaft ab und gliederte die Herrschaft Hohenfels seinem Amt Bolanden an.
Das Dorf Hahnweiler wurde im Dreißigjährigen Krieg zerstört, vermutlich bei den Gefechten vom 24. bis zum 26. Mai 1632 im Raum Standenbühl-Langmeil, als spanische Truppen vor den nachsetzenden Schweden flohen. Um 1665 wurde festgestellt, dass seit 20 Jahren niemand mehr auf dem Hof gewohnt hat. Erst 1683 wurde die Wüstung Hahnweiler an zwei pfalzgräfliche Untertanen überlassen und in bescheidenem Umfang wiederbesiedelt. Seitdem spricht man vom Hahnweilerhof. 1733 verkaufte der Pfalzgraf den Hahnweilerhof an den Herzog Franz III. von Lothringen in seiner Eigenschaft als Graf von Falkenstein. Im Zuge der Französischen Revolution wurde der Hof der Gemeinde Börrstadt angegliedert, zu der er heute noch gehört. Heute leben etwa 35 Einwohner auf dem Hahnweilerhof.
Unweit des Ortes befindet sich die mittelalterliche Eremitenklause.

## Infrastruktur
Der Hahnweilerhof ist nur über eine schmale Stichstraße, die Kreisstraße 46, aus Richtung Börrstadt zu erreichen.

## Tourismus
Unmittelbar nördlich des Hahnweilerhofes verläuft der Prädikatswanderweg Pfälzer Höhenweg.